# Sergio Muniz Oliva Filho
Sergio Muniz Oliva Filho (31 de julho de 1965 - São Paulo, 12 de março de 2025) foi um matemático e gestor acadêmico brasileiro, reconhecido por sua contribuição ao Instituto de Matemática e Estatística da Universidade de São Paulo (IME-USP). Graduado e mestre em Matemática Aplicada pelo IME-USP, doutorou-se em Matemática pelo Georgia Institute of Technology (Estados Unidos). Além de pesquisador e professor, destacou-se na administração universitária, tendo sido diretor do IME-USP (2023–2025) e diretor-adjunto de Relações Acadêmicas Internacionais da Agência USP de Cooperação Acadêmica (AUCANI).
Seu pai, advogado, é irmão mais novo de Waldyr Muniz Oliva, também matemático, ex-reitor da USP (1978-1982) e professor aposentado da USP.

## Carreira
Influenciado pela paixão de seu tio pela matemática, Oliva concluiu o bacharelado em matemática aplicada pela USP em 1986. Entre 1987 e 1989, durante seu mestrado, ministrou aulas de graduação, em primeiro lugar, para alunos da Escola Politécnica (POLI-USP) e, depois, nos cursos de Licenciatura em Matemática, Bacharelado em Ciência da Computação e Bacharelado em Matemática Aplicada no IME-USP. Em 1989, também exerceu o cargo de membro de conselho de unidade do departamento de Matemática Aplicada, além de obter seu Mestrado em Matemática Aplicada, pelo IME-USP, com sua dissertação intitulada "LAMBDA-atingibilidade em tempo mínimo".
Em 1993, obteve o diploma de doutorado em Matemática pela Georgia Institute of Technology com a tese "Reaction-diffusion systems on domains with thin channels", que trata de surgimento de padrões, funções especiais e de computação aplicada, e foi orientado por Jack Hale, um amigo de Waldyr Muniz Oliva.
Em 1994, voltou a ministrar disciplinas para à licenciatura, aos bacharelados e à engenharia, em níveis de graduação e pós-graduação da USP, além de se tornar consultor na Fundação de Amparo à Pesquisa do Estado de São Paulo (FAPESP), do Conselho Nacional de Desenvolvimento Científico e Tecnológico (CNPq) e da Coordenação de Aperfeiçoamento de Pessoal de Nível Superior (CAPES) além de participar de Atividades de Extensão e de Comissões da Pró Reitoria de Cultura e Extensão Universitária e, inclusive, de exercer o papel de vice-prefeito na direção e administração da Prefeitura do Campus da Capital no ano de 2003.

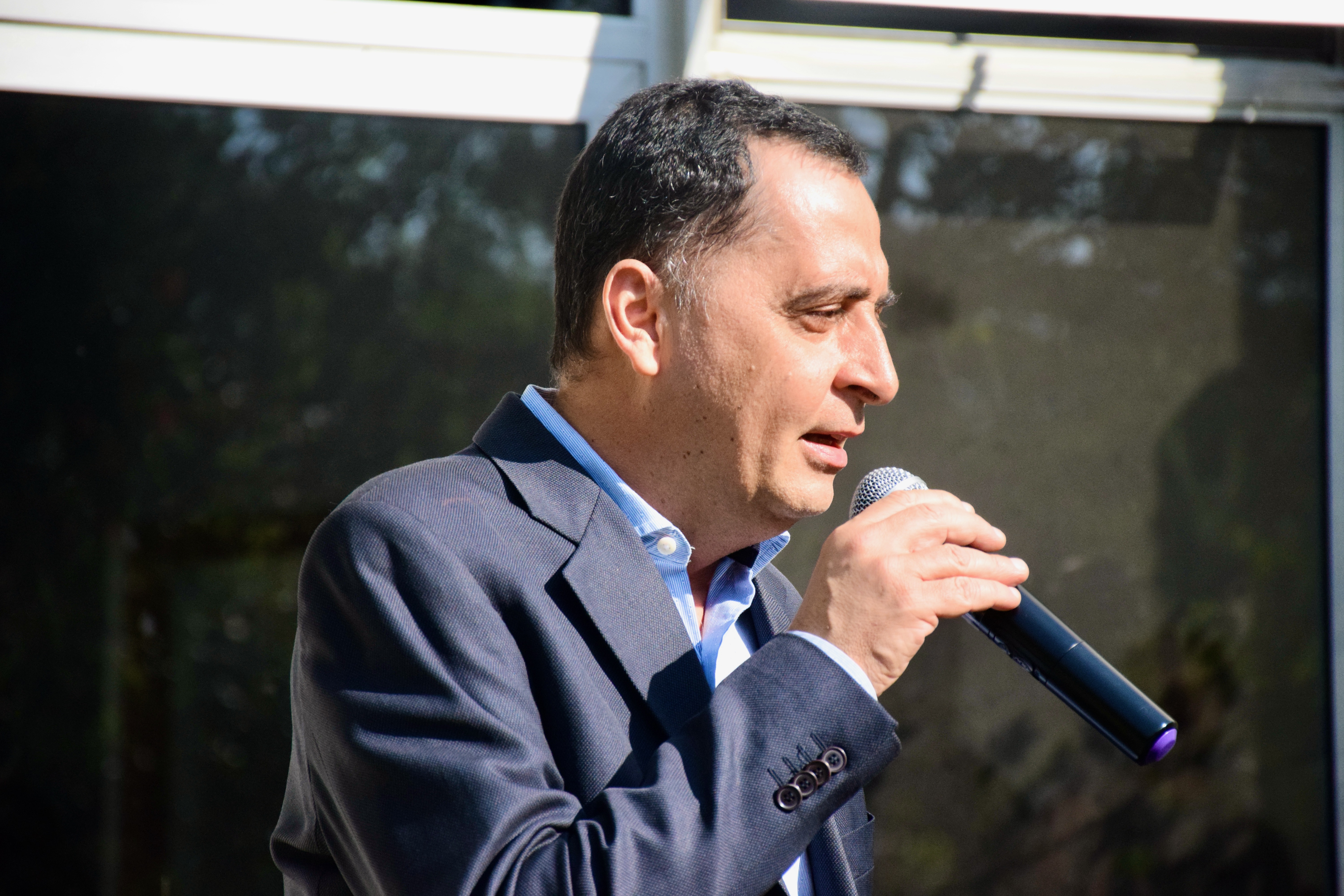
Sergio Muniz Oliva Filho em um evento do IME-USP em junho de 2024.

Em 1998, tornou-se membro de comissão permanente na Admissão e Bolsas do MAP (Departamento de Matemática Aplicada no IME-USP). Já em 2019, tornou-se diretor-adjunto da Área de Relações Acadêmicas Internacionais da Agência USP de Cooperação Acadêmica Nacional e Internacional, visando o fortalecimento de vínculos internacionais da USP, fomentando a colaboração entre culturas, saberes e pessoas. Também participou da Comissão de Legislação e Recursos da USP. 
Auxiliou a Associação Brasileira de Jurimetria  como conselheiro técnico tanto no desenvolvimento quanto na aplicação de métodos quantitativos no direito. 
Em 13 de julho de 2022, após mais de 40 anos no IME-USP, assumiu o cargo de diretor da Unidade de Ensino do Instituto de Matemática e Estatística, com Ronaldo Fumio Hashimoto como seu vice. Na ocasião, destacou sua longa trajetória na instituição, desde sua entrada como aluno, enfatizando o compromisso com a qualidade do ensino e a missão acadêmica do IME-USP:
 Ingressei como aluno e, desde então, estou vinculado ao instituto. Toda essa ligação com o IME e a USP traz a responsabilidade de fazermos o melhor. 

## Pesquisas
Seu foco inicial de estudo enfatizava os Sistemas Dinâmicos e as Equações Diferenciais com condições de contorno não usuais e com atraso temporal ujas aplicações podem ser encontradas nas áreas de controle térmico e de dinâmica populacional na biologia.
Oliva provou a existência de atratores globais para as equações diferenciais parciais com condições de contorno não lineares em espaçõs de potência fracionárias, sem utilizar hipóteses de crescimento, descoberta que permitiu aplicá-las em problemas outros dissipativos. Além disso, contribui com outras pesquisas nas equações de reação e difusão, sistemas com retardamento, nas equações parciais funcionais e nas condições de fronteira não lineares.
Mais tarde, as aplicações de seus estudos demonstravam seu forte interesse por problemas relacionados à difusão de doenças, epidemiologia e de biomatemática e Sergio se dedicou na modelagem matemática de fenômenos biomédicos, buscando por estratégias de intervenção mais eficazes, por aplicações das equações diferenciais parciais à dinâmica de cicatrização de feridas e por modelagens sobre a transmissão do COVID-19. Sergio também modelou matematicamente a dinâmica de inflamação de feridas diabéticas, analisou a dinâmica e o impacto do processo de imunização de uma vacina contra a dengue e propôs ajustes na estratégia no uso de mosquitos contaminados com Wolbachia, capazes de amenizar a transmissão da dengue.

## Legado
Sergio Muniz Oliva Filho morreu em 12 de março de 2025, em São Paulo, deixando Mariana Resnik, sua segunda esposa, e duas filhas, Rebeca e Isabel, além de seus irmãos, Victor e Ricardo, e os pais, Sérgio e Tereza. O estado de São Paulo decretou luto oficial na universidade nos dias 12 a 14 de março de 2025.
Oliva era reconhecido como um professor dedicado e comprometido com a disseminação do conhecimento. Atuava ativamente na promoção da cultura universitária e no fortalecimento das cooperações acadêmicas. Destacou-se como uma voz conciliadora em suas diversas funções desempenhadas em sua carreira, destacando-se pelo empenho na formação de novos cientistas e pelo desenvolvimento de estratégias para a permanência de alunos de ciências exatas na graduação, buscando diminuir a taxa de evasão durante o primeiro ano.
Em 14 de maio de 2025, a FAPESP lançou uma iniciativa chamada "Futuros Cientistas – Prof. Sérgio Muniz Oliva Filho", uma chamada de propostas com o intuito de fomentar a participação em atividades de pesquisa em alunos que entraram no ensino superior através de Olimpíadas do conhecimento, Provão Paulista ou por ações afirmativas ou que cursaram o Ensino Médio em escola pública. A proposta visa ampliar a permanência estudantil e reduzir a evasão no ensino superior.

## Produções

### Artigos científicos
- 1997: Attractors For Parabolic Problems With Nonlinear Boundary Conditions. Journal of Mathematical Analysis and Applications.[21]
- 1998: Attractor for Parabolic Problems with Nonlinear Boundary Conditions in Fractional Power Spaces. Dynamics of Continuous, Discrete and Impulsive System. [22]
- 2012: Delay nonlinear boundary conditions as limit of reactions concentrating in the boundary. [23]
- 2016: Delayed Feedback Control of a Delay Equation at Hopf Bifurcation. Journal of Dynamics and Differential Equations. [24]
- 2017: Modeling the transmission and control of Zika in Brazil. [25]
- 2020: Time-scale analysis nonlocal diffusion systems, applied to disease models. [26]
- 2020: Modeling future spread of infections via mobile geolocation data and population dynamics. An application to COVID-19 in Brazil. [27]
- 2021: Mathematical model with fractional order derivatives for Tuberculosis taking into account its relationship with HIV/AIDS and Diabetes. [28]
- 2021: A mathematical model for the study of effectiveness in therapy in tuberculosis taking into account associated diseases. [29]
- 2022: Cross immunity protection and antibody-dependent enhancement in a distributed delay dynamic model. [30]
- 2022: Splitting methods and numerical approximations for a coupled local/nonlocal diffusion model. [31]
- 2023: Exploring the impact of temperature on the efficacy of replacing a wild Aedes aegypti population by a Wolbachia-carrying one. [32]
- 2024: Symmetry in a multi-strain epidemiological model with distributed delay as a general cross-protection period and disease enhancement factor. [33]

### Capítulos de livros publicados
- 2002: Synchronization in herbivorous population models with diffusion and delays. Differential Equations and Dynamical Systems. [34]
- 2018: Prospective Study About the Influence of Human Mobility in Dengue Transmission in the State of Rio de Janeiro. Springer Proceedings in Mathematics & Statistics. [35]

### Trabalhos técnicos
- 1994: Nonlinear Flux Through the boundary versus nonlinear heating. 1994.[36]
- 1996: Boundary Delay in Reaction-Diffusion Equations: Existence and Convergence to Equilibrium. [37]

- 1996: Attractors for Parabolic Problems with Nonlinear Boundary Conditions in Fractional Power Spaces. [38]

### Teses
- 1989: LAMBDA-atingibilidade em tempo mínimo - Mestrado. [5]
- 1993: Reaction-diffusion systems on domains with thin channels - Doutorado. [7]

## Prêmios e títulos
- Livre Docência: Universidade de São Paulo (2004).[13]